# RCBO

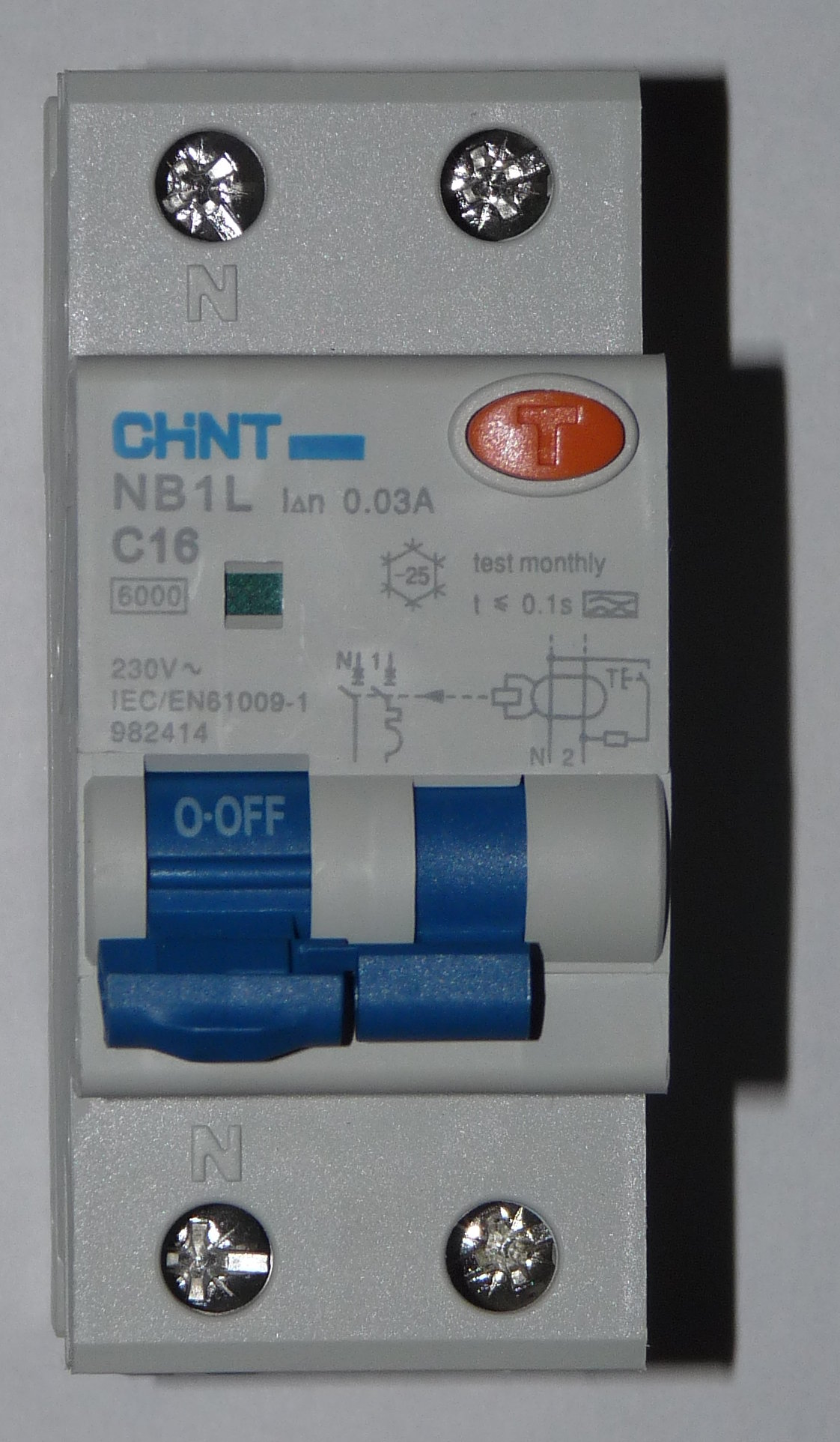
RCBO vom Typ A für einen Fehlerstrom von 30 mA und Leitungsschutz der Auslösecharakteristik C für 16 A mit einem Abschaltvermögen von 6 kA. Rechts oben die von FI-Schaltern bekannte „Test-Taste“

Ein RCBO, auch FI/LS-Schalter genannt, ist der europäische Harmonisierungsbegriff für einen kombinierten Fehlerstrom-Schutzschalter (FI oder RCD) mit Leitungsschutzschalter (LS). Die Abkürzung steht für englisch Residual current operated Circuit-Breaker with Overcurrent protection. Eingesetzt werden RCBO in Unterverteilungen, beispielsweise im „Sicherungskasten“ einer Wohnung.
Die Vorteile von RCBOs gegenüber getrennten Fehlerstrom- und Leitungsschutzschaltern sind:
- eine kompaktere Bauform, mittlerweile existieren RCBOs mehrerer Hersteller mit nur einer Teilungseinheit
- jeder per RCBO abgesicherte Stromkreis hat seinen eigenen Fehlerstrom-Schutzschalter und kann daher separat abgeschaltet werden. Normalerweise wird dagegen, aus Kosten- und aus Platzgründen, nur ein Fehlerstrom-Schutzschalter für mehrere Stromkreise verwendet; kommt es zu einem Fehlerstrom, so werden somit in Folge alle abgesicherten Stromkreise abgeschaltet.
- geringerer Installationsaufwand
- einfachere Fehlersuche bei Auslösung durch Leckströme und Isolationsfehler.

Nachteilig an RCBOs ist ihr im Vergleich zu einfachen Leitungsschutzschaltern höherer Preis.

## Rechtlicher Bezug in Deutschland
Mit Erscheinen der DIN VDE 0100-410 (2018-10) müssen alle für Laien bedienbaren Steckdosenstromkreise mit einem Bemessungsstrom bis einschließlich 32 A und Endstromkreise im Außenbereich für tragbare Betriebsmittel bis einschließlich 32 A sowie Stromkreise (in Wohnungen), die Leuchten enthalten, mit einem Fehlerstrom-Schutzschalter geschützt werden (Auslösestrom max. 30 mA). Diese Norm  enthält die Empfehlung des Einsatzes "einer netzspannungsunabhängigen Fehlerstrom-Schutzeinrichtung (RCD) mit eingebautem Überstromschutz (FI/LS-Schalter) in jedem Stromkreis" (für Endstromkreise und die Versorgung von ortsveränderlichen Betriebsmitteln für den Außenbereich).
Nach den Forderungen der DIN 18015-2 (Anforderungen an die elektrische Ausrüstung von Wohnungen) darf im Fehlerfall nicht das gesamte Netz freigeschaltet werden.
Durch diese Forderungen wird die Verwendung von RCBOs immer populärer, da durch eine platzsparende Bauweise nur ein oder zwei Teilungseinheiten auf der Hutschiene gebraucht werden.